# Боли, Йеро
Йеро Боли (фр. Yéro Boly; род. 31 декабря 1954, Кадиого, Республика Верхняя Вольта) – политический, государственный и дипломатический деятель Буркина-Фасо, министр обороны страны (2004-2011).

## Биография
Окончил Национальную школу управления.
С 1984 по 1986 год работал чиновником, затем был послом Буркина-Фасо в Кот-д'Ивуаре с 1986 по 1988 год и послом в Ливии с 1988 по 1995 год.
В 1995-2000 годах работал министром территориального управления и безопасности. С 2000 по 2004 год – руководил офисом президента. Впоследствии был министром обороны Буркина-Фасо (2004-2011) и послом в Марокко (2012-2015).